# 可変深度ソナー

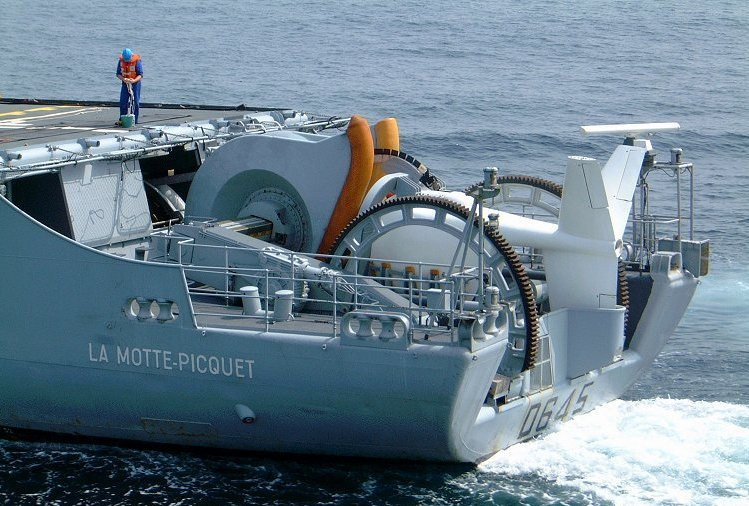
ジョルジュ・レイグ級駆逐艦搭載のDUBV-43可変深度ソナー。

可変深度ソナー（かへんしんどソナー、英語: Variable Depth Sonar: VDS）は、送受波器の深度を変更できるように、艦艇から送受波器を吊下して曳航する方式のアクティブ・ソナー。

## 原理

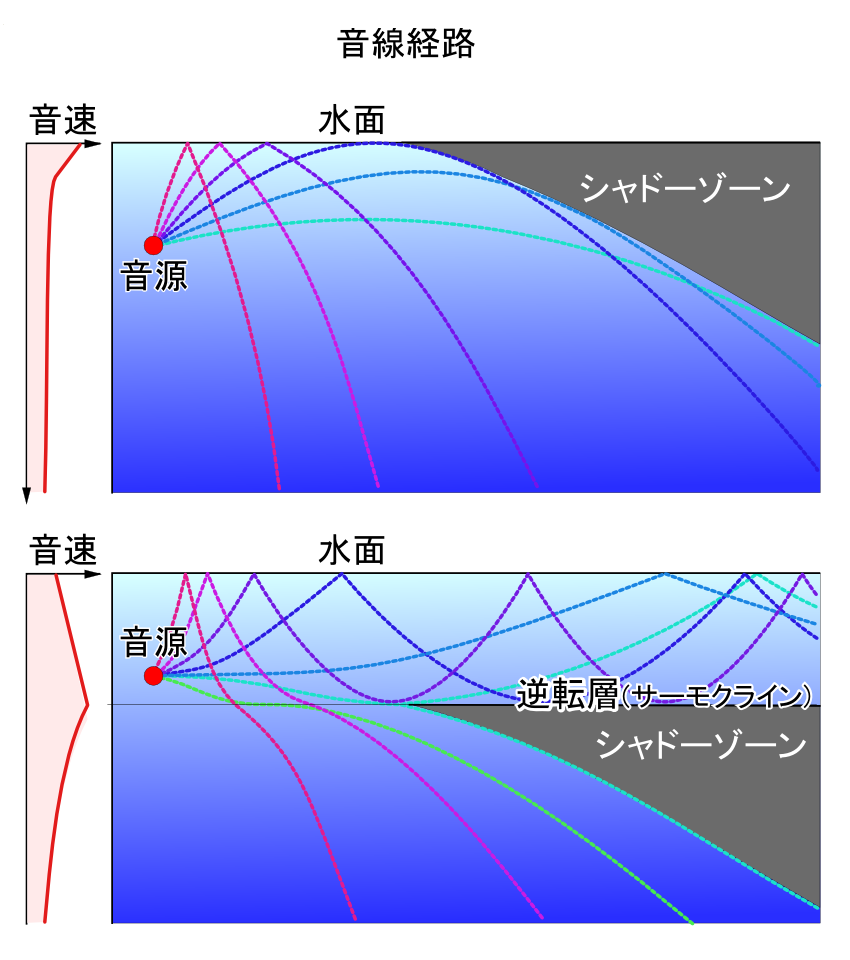
混合層が出現すると、サーフェスダクトによって海面付近への音線の到達は改善する一方、層深より下にシャドウゾーンが出現する。

海中での音速に影響を与える物理特性は、気泡や微生物といった混入物を除けば、海水温・塩濃度・水圧という3つの基本量のみとされている。これを利用して、海中での音速は、深度を変数とする関数として定義でき、この音速-深度関数を音速プロファイルと称する。音速プロファイルは、それぞれ異なる特性と成因をもついくつかの層に分けられる。このうち海面直下に位置する表面層は、熱交換や風の作用を受けやすく音速は不安定だが、雲で覆われたり風浪のある海域では、風や波により撹拌されて等温層を生じることがあり、これを混合層 (mixed layer) と称する。
この混合層は、サーフェスダクト（表面ダクト）と称されるサウンドチャネルを形成する。サーフェスダクトが出現すると、海面付近への音線の到達は改善する一方、直接の、すなわち至近距離での音場を超えた距離では、その層の直下の水温躍層内はシャドウゾーンとなり、音線が到達できなくなる。すなわち水温躍層に潜む潜水艦は、水上艦の探信儀では探知できないため、混合層下端の深度を知っておくことは対潜戦上重要であり、この深度を特に層深（layer depth）と称する。
そしてこの問題に対して、ソナーの送受波器そのものを層深より下の水温躍層内に吊り下げることで、シャドウゾーンを解消することが構想された。これが可変深度ソナー（VDS）である。

## 運用
VDSの送受波器（フィッシュ）は、投入・揚収作業の都合からあまり大きくできず、従って、使用周波数は比較的高くなるため、近距離の捜索・追尾が主目的となる。
しかしそのようにフィッシュの大きさを制限しても、特に荒天時は甲板上での取扱作業は困難であり、また吊下時の速度制限もあって、戦術上の不都合が指摘された。また航行中の艦から吊下したフィッシュの正確な位置把握が困難であるため、仮に探知を得ても、そのまま攻撃に使用するには目標諸元の精度が足りないという問題があり、対潜武器システムとしての有効性は限られた。
対潜戦のパッシブ戦化とともに、パッシブ・ソナーへの移行が図られることになった。ノックス級フリゲートでは、1980年度より、AN/SQS-35のフィッシュに曳航ソナー・アレイを付加したAN/SQR-18A(V)1戦術曳航ソナー（TACTASS）の運用を開始した。また後継となるAN/SQR-19も1984年より量産に入ったが、こちらはアクティブ・ソナーをもたない純粋なパッシブ・ソナーであった。ただしその後、潜水艦の静粛化が進むにつれて、パッシブ・ソナーだけでは探知が困難となったことから、再びアクティブ・ソナーが復権し、VDSからの送波とTASSからの受波を組み合わせる形態が開発されている。

## 代表的な機種
アメリカ合衆国
- AN/SQA-10 - AN/SQS-30Bの派生型。
- AN/SQQ-32 - 対機雷戦用。
- AN/SQS-35 IVDS（Independent VDS） - 民間会社の製品（EDO-983）を改修した、米海軍の第2世代VDS。曳航深度730メートル。のちにSQR-18A(V)1 TACTASSの基礎となった。
- AN/AQS-13 - 哨戒ヘリコプター用の吊下式ソナー。

 ソビエト連邦 /  ロシア
- VGS-2「オーカ-2」（NATO名「エルク・テール」） - グリシャ型コルベット搭載。Ka-25哨戒ヘリコプターが搭載する吊下式ソナーの準同型機であると考えられている。
- MG-355「ポリノム」統合ソナー・システムのVDS部（NATO名「ホース・テール」） - キーロフ級ミサイル巡洋艦, ウダロイ-I級駆逐艦搭載。
- MG-325「ヴェガ」（NATO名「メア・テール」） - カーラ型巡洋艦, カシン型駆逐艦, クリヴァク型フリゲート搭載。
- MGK-345「ブローンザ」（NATO名「オックス・テール」） - ウダロイ-II級駆逐艦, ネウストラシムイ級フリゲート搭載。

 フランス
- DUBV-43 - ほぼAN/SQS-35 IVDSに相当する。曳航深度700メートル。
- CAPTAS - 戦術曳航ソナーとしての機能も兼ね備えている。